# EUscreen
EUscreen es un sitio web que proporciona acceso libre al patrimonio televisivo de Europa a través de vídeos, artículos, imágenes y audios de archivos audiovisuales y radio emisores europeos. El contenido de esta página web cubre el periodo de 1900 hasta hoy. 
EUscreen "alinea las colecciones heterogéneas de toda Europa y alienta la exploración de la historia cultural y televisiva de Europa por parte de diferentes grupos de usuarios". EUscreen es también el nombre de la red global de instituciones que trabajan para proporcionar acceso a las colecciones audiovisuales europeas.
El proyecto de EUscreen y su red han hecho desaparecer el espacio que había entre las personas que desean ver materiales televisivos antiguos (ya sea por placer, reutilización o educación / investigación) y los archivos de televisión. Aunque el contenido audiovisual está en proceso de digitalizarse y ponerse a disposición en línea en la mayoría de los países europeos, el acceso a los archivos de televisión sigue estando disperso. Esto se debe en parte a que las tecnologías y las prácticas de digitalización no avanzan al mismo ritmo en todos los países europeos, como también se debe a la legislación de derechos.

## Historia
EUscreen es un proyecto de tres años que comenzó en octubre de 2009. Durante el proyecto, más de 41,000 artículos que capturan el patrimonio televisivo de Europa se pusieron a disposición en línea a través de un portal multilingüe y de acceso gratuito que se lanzó en el Día Mundial del Patrimonio Audiovisual de 2011.  En 2012, se agregaron las Exposiciones Virtuales al portal. Este proyecto de grupo, creado a partir de una reunión de socios tecnológicos, investigadores y difusores públicos europeos, surgió de proyectos europeos anteriores como el Video Active y el Birth of Television. El proyecto EUscreen, está enfocado en explorar el patrimonio cultural y televisivo de Europa a través de diversas fuentes digitalizadas, como material audiovisual, artículos, fotografías y audio. En 2012, la Comisión Europea otorgó fondos para el proyecto de EUscreenXL, el sucesor de EUscreen. 

## Metadata
Para configurar la información de los diferentes archivos y bases de datos, EUscreen adoptó un modelo de metadatos estándar en el dominio de transmisión: el Conjunto de Metadatos EBUCore, publicado por el grupo de trabajo de metadatos de la EBU a finales de 2008. Este modelo de metadatos se ha mapeado al modelo de datos europeo (EDM). EDM es una versión avanzada de los Elementos Semánticos Europeos. El EDM es un modelo más abierto, flexible y capaz de seguir los paradigmas de la web semántica porque no está vinculado a un dominio específico y, por lo tanto, se puede implementar fácilmente en diferentes contextos.
EUscreen está directamente conectado a Europeana, el portal en línea que da acceso a millones de artículos digitalizados como libros, pinturas y registros de archivos de archivos europeos, museos y bibliotecas.

## Política de Selección del contenido
La mayoría del contenido en EUscreen ha sido seleccionado utilizando una lista de temas históricos que pueden ofrecer una visión de la cultura, la economía, la sociedad y los acontecimientos políticos y eventos que tuvieron lugar en Europa en la segunda mitad del siglo XX. Además de utilizar la lista predefinida, los proveedores de contenido también colgaron material que reflejaba sus propios puntos fuertes e intereses.
Sin embargo, las emisoras europeas no empezaron a emitir el mismo día y las políticas de archivo, así como las tecnologías de grabación, han influido en la cantidad y el tipo de elementos que se han conservado. Por lo tanto, los socios de EUscreen han subido una colección sustancialmente variada en el portal.

## Financiación y Organización
El proyecto EUscreen está financiado por la Comisión Europea bajo eContentplus, el Programa de Apoyo a la Política de Tecnologías de la Información y las Comunicaciones (PSIC). Además, los socios de EUscreen también contribuyen a la financiación del proyecto.
En septiembre de 2013, la Fundación EUscreen se registró como una fundación sin ánimo de lucro según la ley holandesa. .
El consorcio EUscreen está coordinado por la Universidad de Utrecht y está compuesto por los siguientes socios:
| Archivos                                           | Proveedores de tecnología              | Organizaciones de búsqueda                                                    | Asocia Socios                  |
| -------------------------------------------------- | -------------------------------------- | ----------------------------------------------------------------------------- | ------------------------------ |
| Cinecittà Luce                                     | Europeana Fundación                    | Escuela universitaria de Artes, Diseño y Arquitectura de la Universidad Aalto | BBC                            |
| Česká televize                                     | Europeo Retransmitiendo Unión          | ATiT                                                                          | FIAT/IFTA                      |
| Danés Retransmitiendo Empresa                      | Universidad Técnica nacional de Atenas | Vídeo de Película de Universidades & británico Consejo                        | AthenaWeb                      |
| Deutsche Welle                                     | Noterik                                | Eötvös Loránd Universidad                                                     | AAMOD                          |
| Archivo Audiovisual Nacional helénico              | -                                      | Maastricht Universidad                                                        | Politecnico di Torino          |
| Institut Nacional de l'Audiovisuel                 | -                                      | Real Holloway, Universidad de Londres                                         | Biblioteca audiovisual del EC  |
| Biblioteca nacional de Suecia                      | -                                      | Universidad de Utrecht                                                        | DIVERSO                        |
| NAVA                                               | -                                      | -                                                                             | MEMORIAV                       |
| Netherlands Instituto para Sonido y Visión         | -                                      | -                                                                             | Ellinikí Radiofonía Tileórasi  |
| Österreichischer Rundfunk                          | -                                      | -                                                                             | Biblioteca nacional de Noruega |
| Radiotelevisione Italiana                          | -                                      | -                                                                             | -                              |
| Radiofónico Télévision Belge Francophone           | -                                      | -                                                                             | -                              |
| Raidió Teilifís Éireann                            | -                                      | -                                                                             | -                              |
| Radiotelevizija Slovenija                          | -                                      | -                                                                             | -                              |
| Televisió de Catalunya                             | -                                      | -                                                                             | -                              |
| Telewizja Polska                                   | -                                      | -                                                                             | -                              |
| Televiziunea Română                                | -                                      | -                                                                             | -                              |
| Vlaamse Radiofónico- en Televisieomroeporganisatie | -                                      | -                                                                             | -                              |